# Arnaldo de Ribagorza
Arnaldo de Ribagorza (? - c. 990) fue Conde de Ribagorza entre el 979 y el 990. Era hijo de Ramón II de Ribagorza y de Garsenda de Armañac. Sucedió a su hermano Unifredo de Ribagorza tras su muerte, y fue sucedido por su también hermano Isarno de Ribagorza al morir sin descendencia; se desconoce siquiera si estuvo casado.
| Predecesor: Unifredo I | Conde de Ribagorza 979-990 | Sucesor: Isarno I |